# لاري فرانكو
لاري فرانكو (بالإنجليزية: Larry J. Franco)‏ (و. 1949 – م) هو منتج أفلام، ومخرج سينمائي، وممثل، من الولايات المتحدة الأمريكية، ولد في سونورا، توولومني، كاليفورنيا.

## التعليم
تعلم في جامعة كاليفورنيا، لوس أنجلوس.

## وصلات خارجية
- لاري فرانكو على موقع IMDb (الإنجليزية)
- لاري فرانكو على موقع ألو سيني (الفرنسية)
- لاري فرانكو على موقع أول موفي (الإنجليزية)
- لاري فرانكو على موقع بوكس أوفيس موجو (الإنجليزية)
- لاري فرانكو على موقع قاعدة بيانات الأفلام السويدية (السويدية)
- لاري فرانكو على موقع قاعدة بيانات الفيلم (الإنجليزية)
- لاري فرانكو على موقع كينوبويسك (الروسية)